# Бласс, Билл
Уильям Ральф «Билл» Бласс (англ. William Ralph Blass; род.22 июня 1922, Форт-Уэйн, штат Индиана — 12 июня 2002, Нью-Престон, Коннектикут) — известный американский модельер. Обладатель значительного числа наград и премий модной индустрии. Основатель модельного агентства Bill Blass Group.

## Биография
Уильям Ральф Бласс родился в 1922 году, был единственным сыном Ральфа Бласса. Его отец занимался продажей туристического оборудования. Когда Уильяму было 5 лет, отец покончил жизнь самоубийством. Жена Ральфа, Этил Кейсер, осталась одна с двумя детьми. У Билла была старшая сестра Вирджиния (родилась в 1920). Ещё с самого раннего детства, будущий дизайнер думал о том, как заработать свои первые деньги.
В автобиографии Бласс писал, что поля его школьных тетрадей всегда были изрисованы эскизами. В 15 лет он начал шить и продавать вечерние платья по 23 доллара каждое. В 17 лет он накопил достаточно денег, чтобы переехать на Манхэттен и изучить моду, а в 18 он стал первым мужчиной, который выиграл Mademoiselle Design for Living award. Практически всю свою зарплату в размере 30 долларов в неделю, Билл тратил на одежду, обувь и разнообразную еду.
В 1942 году, во времяВторой мировой войны, Билл попал в 603-й Камуфляжный батальон США. Это было специальное подразделение, куда вошли многие люди творческих профессий: писатели, журналисты, художники, режиссёры и многие другие. Камуфляжный батальон  вёл войну на информационном поле, он должен был всеми средствами дезинформировать противника о расположении союзных войск.  С помощью манекенов, поддельных танков, ложных документов и других материалов они обманывали немецкую разведку.

## Карьера
Билл начал свою карьеру модного дизайнера в Нью-Йорке в 1945 году. В том же году он удостоился чести попасть в число протеже барона Николаса де Гинцбурга(Nikolas de Gunzburg), который в то время помогал многим начинающим дизайнерам, например Кельвину Кляйну(Calvin Klein) и Оскару де ла Рента(Oscar de la Renta).
На протяжении 24 лет Бласс работал в разных мастерских и ателье, а позже собрал достаточно денег на открытие собственного дела. Билл успел проявить себя в качестве модельера в следующих Домах мод: Анна Кляйн(Anne Klein), Дэвид Кристал(David Crystal)  и Ann Miller. Когда Анна Миллер решила покинуть свою марку, Бласс занял пост арт-директора, а через два года стал вице-президентом Дома моды. С этого момента он начинает подписывать на вещах своё имя. Вся одежда имела бренд «Bill Blass for Ann Miller».
В 1970 году он выкупает компанию, в которой работал модельером с 1959 года. Вскоре дизайнер меняет старое название марки на Bill Blass Limited, продолжая разрабатывать и выпускать одежду и аксессуары под своим именем. В течение 30 лет Билл работает над расширением бизнеса. Со временем в ассортимент компании он включает купальники, меховые изделия, сумки и шоколад. Наибольшую популярность модельеру принесло использование необычных сочетаний текстур и узоров.
В 1998 году благодаря своей фирме стал зарабатывать более 700 миллионов долларов в год. Марка Bill Blass прославилась сдержанным дизайном своих изделий, чем заметно отличалась от других создателей модной одежды. Большинство модельеров стремились создавать не одежду, а произведения искусства. Билл, в свою очередь, хотел просто удовлетворить ежедневную потребность женщин в хороших нарядах. В газете New York Times журналистка Эллин Салтзмэн (Ellin Saltzman) написала о бренде такие слова: «Именно Билл поднял американскую спортивную одежду на тот высокий уровень, на котором она сейчас».
Сотрудничество с автомобильным гигантом Ford Motor Company стало важным этапом в карьере Билла Бласса. Американский модельер участвовал в разработке уникального интерьера серии машин Continental Mark. Вместе с Биллом в работе приняли участие дизайнеры с мировыми именами: Эмилио Пуччи (Emilio Pucci), Картьер (Cartier) и Юбер де Живанши (Hubert de Givenchy). Каждый год выходила машина с новым цветом кузова, самой популярной стала модель автомобиля образца 1979 года морского цвета, интерьер которой был украшен якорями.

## Уход на пенсию и смерть
В 1999 году, Билл Бласс продал свою компанию за 50 миллионов долларов. Фирму купил бывший помощник Бласса — Майк Гровмэн (Michael Groveman), который, в свою очередь, перепродал Bill Blass Limited компании NexCen Brands Inc в 2007 году. После подписания сделки, модельер официально заявил о своём уходе на пенсию.
Последняя его коллекция была смоделирована для сезона весна-лето 2000. Билл поселился в городе Нью-Престон, штата Коннектикут.
12 июня 2002 года на 80-м году жизни модельер скончался от рака языка, переросшего в рак горла.
За неделю до смерти, модельер окончил работу над рукописью своих мемуаров, книга называлась «Bare Blass» («Обнажённый Бласс»). Билл оставил после себя завещание, согласно которому большая часть его состояния была вложена в недвижимость. Кроме того, ему принадлежало несколько ценных произведений искусства, которые он передал государственному музею Метрополитен (Metropolitan Museum of Art).
За яркость и неутомимость в творчестве Билл Бласс получил прозвище «кутюрье-бабочка». Он вошел в число известнейших американских дизайнеров. У него заказывали наряды многие знаменитости, такие как Нэнси Рейган (Nancy Reagan), Жаклин Кеннеди (Jackline Kennedy), Глория Вандербильт (Gloria Vanderbilt) и другие. Билл Бласс в течение нескольких лет занимал пост председателя Совета Модельеров Америки. Аллея Славы на Седьмой Авеню украшена мемориальной доской в честь знаменитого модельера.

## Достижения и награды
| Год  | Награда                                         |
| ---- | ----------------------------------------------- |
| 1961 | «Coty American Fashion Critics award»           |
| 1962 | «National Cotton Council award»                 |
| 1963 | «National Cotton Council award»                 |
| 1965 | «Gold Coast Fashion award»                      |
| 1968 | «Menswear award»                                |
| 1970 | «Hall of Fame award»                            |
| 1970 | «National Cotton Council award»                 |
| 1971 | «Print Council award»                           |
| 1974 | «Martha award»                                  |
| 1978 | «Ayres Look award»                              |
| 1979 | «Gentlemen’s Quarterly Manstyle award»          |
| 1986 | «Council of Fashion Designers of America award» |

## Цитаты
«Весь мой опыт, все мои достижения всего лишь превращение типичного американского мальчика в типичного американского мужчину. В конце концов, это обычная американская история успеха».